# Enrique Granados
Enrique Granados Campiña (Lérida, 27 de julho de 1867 — Canal da Mancha, 24 de março de 1916) foi um compositor espanhol.

## Biografia
Estudou piano com  Joan Baptista Pujol e composição com Felipe Pedrell. Em 1883, com 16 anos, apresenta-se como pianista virtuoso, tocando a Sonata nº2 de Schumann.
Em 1887, viaja para a França e, em Paris, conhece Debussy, Ravel e Saint-Saëns. Seu primeiro sucesso como compositor foi a ópera "Maria del Carmen" (1898).
Sua maior obra é a suíte para piano "Goyescas" (1911), que faz referência a alguns quadros de Goya. Nesta obra, muito influenciada por Liszt, Granados parece atingir sua mais elevada inspiração.
Em 1916, é apresentada em Nova Iorque sua Ópera Goyescas, que é uma adaptação da versão original para piano da suíte Goyescas.
É autor também de canções para voz e piano, além de várias obras para piano, incluindo as conhecidas Danças Espanholas.
Sua morte ocorreu em condições trágicas. Devido ao torpedeamento do navio em que viajava, ele e sua esposa pereceram afogados nas águas do Canal da Mancha.